# Кушелевы
Не путать с дворянским родом Кошелевы.
Кушелевы (Кушелевы-Безбородко) — графский и древний русский дворянский род.
Род внесён в V и VI части дворянской родословной книги Петроградской и Псковской губерний. Фамилия (по Н. А. Баскакову) происходит от тюрко-казанского кушыл «присоединяйся» или кющелек «щенок, кутёнок». Наиболее известна его графская ветвь (с 1816 г. Кушелевы-Безбородко).

## История рода
Севастьян Семёнович Кушелев — гонец Ивана III в Псков собирать псковскую рать против новгородцев, которую он и привёл к великому князю на берега Шелони (1471), воевода в Новгородском походе (1477), имел поместья в Пскове, Дмитрове (1478). Юрий Никитич погиб в Казанском походе (1550), его имя записано в синодик московского Успенского собора на вечное поминовений. Дмитрий Данилович и Тимофей Иванович погибли при взятии Казани (02 октября 1552), их имена записаны в синодик московского Успенского собора на вечное поминовение.  Опричниками Ивана Грозного числились: Смирной и Ляпун Фёдоровичи, Матвей Данилович Кушелевы (1573). Митка Кушелев — надсмотрщик над пленными казанскими князьями (1583). Лука Федорович Кушелев наместник в Ладоге (1583), а брат его Дмитрий — воевода в Клину. Ляпун и Дмитрий Фёдоровичи жалованы поместьями (1583).

## Графы Кушелевы
Адмирал, кавалер ордена Святого Андрея Первозванного Григорий Григорьевич Кушелев († 1833) по указу императора Павла I, за усердие и труды пожалован (22 февраля 1799) графом Российской империи достоинством, переходящее на всё мужское и женского пола потомков, на что выдан диплом (27 сентября 1799).

## Графы Кушелевы-Безбородко
Сын графа Григория Григорьевича, граф Александр Григорьевич (1800—1855) по указу (06 апреля 1816), получил дозволение присоединить к своей фамилии фамилию и герб деда его по матери, графа Безбородко и именоваться графом Кушелевым-Безбородко.
Со смертью сына его, Григория Александровича, род графов Кушелевых-Безбородко пресёкся.

## Описание гербов
Герб. Часть II. № 84
Герб дворян Кушелевых: щит разделён горизонтально на две части, из коих в верхней части изображена на правой стороне, в зелёном поле, серебряная Луна рогами обращённая вверх, и на ней поставлен белый флаг. На левой стороне, в голубом поле, серебряная Стрела вверх летящая, на коей видны два золотые Переклада горизонтально положенные. В нижней части, в красном поле, белый Орёл с распростёртыми крыльями, держащий в лапах два серебряные Меча.
Щит увенчан обыкновенным дворянским шлемом с дворянскою на нём Короною и тремя страусовыми перьями.
Намёт на щите голубой, подложенный серебром.
Герб. Часть IV. № 11.

Герб графов Кушелевых-Безбродко: щит разделён начетверо двумя диагоналями. В 3-й нижней части, в красном поле, белый орёл, держащий в каждой лапе по серебряному мечу. В противоположной ей — первой (верхней) части щита, в золотом поле, государственный орёл, имеющий на груди вензелёное имя дарователя графского достоинства, Павла I. Во второй (правой) части, в зелёном поле, серебряный полумесяц рогами вверх и на нём белый флаг; в левой — (четвёртой части) в лазоревом поле серебряная стрела вверх остриём и на ней два серебряных бруска. На щите графская корона. 

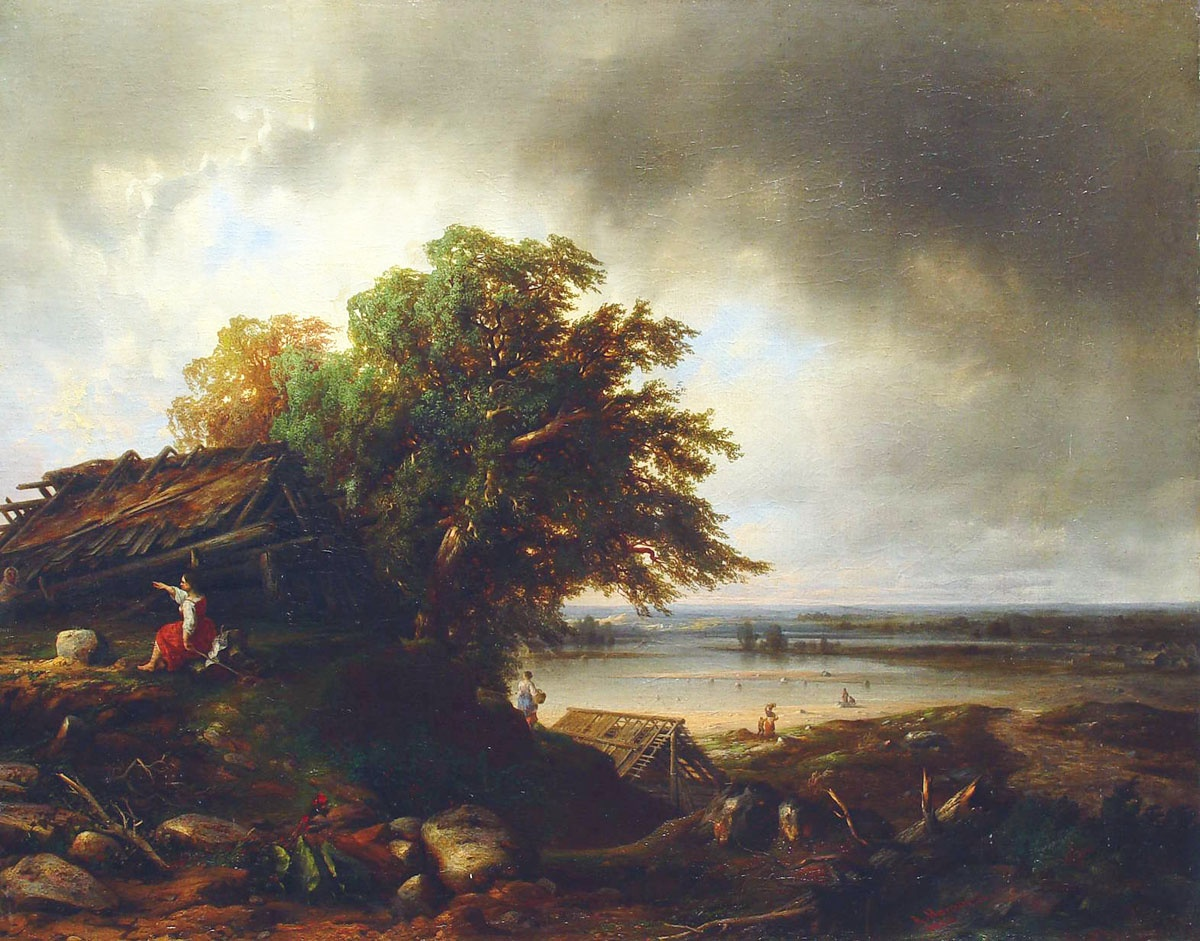
А. Горавский. «Вид в имении графа Кушелева-Безбородко Краснопольцы Холмского уезда Псковской губернии» (1854).

В нашлемнике три шлема. Над средним (с графской короной) в трех страусовых перьях сердце с пламенем и в серебряной шестилучевой звезде всевидящее око. Над правым шлемом золотой крест с гирляндой цветов, а над левым серебряный якорь. Щитодержатели: справа Нептун, а слева лев с адмиральским флагом. Девиз: «Единому предан».

## Известные представители
- Кушелев Григорий Яковлевич — московский дворянин (1636).
- Кушелев Иван Яковлевич — воевода в Воронеже (1658—1659).
- Кушелев Иван — воевода в Курмыше (1664—1665).
- Кушелев Афанасий Иванович — московский дворянин (1681—1692).
- Кушелев Алексей Иванович — стряпчий (1683), стольник (1686—1692), воевода на Белоозере (1694).
- Кушелев Дмитрий Тихонович — стольник (1692)[3][4].
- Кушелев, Андрей Андреевич (1854—1918) — русский политический и государственный деятель, член Государственного совета.
- Кушелев, Григорий Григорьевич (1754—1833) — адмирал, вице-президент Адмиралтейств-коллегии.
- Кушелев-Безбородко, Александр Григорьевич (1800—1855) — Государственный контролёр Российской империи.
- Кушелев-Безбородко, Григорий Александрович (1832—1870) — русский меценат, издатель и прозаик
- Кушелев-Безбородко, Николай Александрович (1834—1862) — русский коллекционер живописи.
- Кушелев, Григорий Григорьевич (младший) (1802—1855) — генерал-лейтенант, член Военного совета Российской империи.
- Кушелев, Егор Андреевич (1763—1826) — сенатор, генерал-лейтенант, масон.
- Кушелев Иван Иванович (1744—1817) — сенатор.
- Кушелев, Сергей Егорович (1821—1890) — генерал от инфантерии, участник Кавказской войны.
- Кушелева (Дмитриева), Елизавета Лукинична (1851—1919) — одна из основателей русской секции I Интернационала, участница Парижской Коммуны.
- Заушкевич Кушелев, Андрей Михайлович (1918-2003) — предприниматель и публичная фигура из Чили.[5]